# Cheilanthes kochiana
Cheilanthes kochiana är en kantbräkenväxtart som beskrevs av Rasbach, Reichst. och Schneller. Cheilanthes kochiana ingår i släktet Cheilanthes och familjen Pteridaceae. Inga underarter finns listade.